# Сокіл та Зимовий солдат
«Со́кіл та Зимо́вий солда́т» (англ. The Falcon and the Winter Soldier), у фіналі першого сезону також названий як «Капіта́н Аме́рика та Зимо́вий солда́т» (англ. Captain America and the Winter Soldier) — американський вебсеріал від сервісу Disney+ 2021 року, оснований на персонажах Marvel Comics — Семі Вілсоні / Соколі і Бакі Барнсі / Зимовому солдаті. Є другим телесеріалом, який офіційно став частиною четвертої фази Кіновсесвіту Marvel та, події якого відбуваються після фільму «Месники: Завершення». Режисеркою виступила Карі Скоґленд, а сценаристами — Дерек Кольстад і Малкольм Спеллман. Офіційно серіал був анонсований в липні 2019 року на San Diego Comic-Con International.
Ентоні Макі, Себастіан Стен, Даніель Брюль і Емілі Ван Кемп повернуться до своїх ролей Сокола, Зимового солдата, Гельмута Земо і Шерон Картер, відповідно. Ваятт Рассел зіграв нового персонажа Джона Волкера / Агента США. Знімання стартувало в жовтні 2019 року в Атланті, штат Джорджія.
Прем'єра серіалу «Сокіл та Зимовий солдат» відбулася 19 березня 2021 року, перший сезон складається з шести епізодів.

## Синопсис
Через півроку після отримання звання Капітана Америки в фільмі «Месники: Завершення» Сем Вілсон об'єднується з Бакі Барнсом у всесвітній пригоді, яка перевіряє їх здібності та терпіння.

## У ролях

### Акторський склад

#### Головні персонажі
- Ентоні Макі — Сем Вілсон / Сокіл / Капітан Америка:

Месник і колишній парашутист, який навчався військовому повітряному бою, використовуючи спеціально розроблений пакет крил. Вілсону була передана мантія Капітана Америки Стівом Роджерсом наприкінці «Месники: Завершення», але він продовжує користуватися крилами Сокола. Серіал розповідає про шлях Вілсона після отримання щита Капітана Америки.
- Себастіан Стен — Бакі Барнс / Зимовий солдат / Білий Вовк:

Суперсолдат і найкращий друг Роджерса, який перетворився на вбивцю з промитими мізками після того, як його вважали вбитим в бою під час Другої світової війни.
- Даніель Брюль — Барон Гельмут Земо:

Соковійський терорист, відповідальний за розпад Месників у стрічці «Перший Месник: Протистояння». У серіалі Земо носитиме свою традиційну фіолетову маску з коміксів, у якій він не був зображений у фільмах.
- Емілі Ван Кемп — Шерон Картер / Сірий Кардинал:

Колишній агент Щ.И.Т. і племінниця Пеггі Картер. Ван Кемп зазначила, що Картер перебуває у бігах з часу її останньої появи в «Перший Месник: Протистояння», а серіал покаже, що вона робила за цей час.
- Ваятт Расселл — Джон Волкер / Капітан Америка / Урядовий Агент : Мілітаристський наступник Капітана Америки, створений урядом США. Герой Війни, Кавалер трьох Орденів Пошани.
- Ерін Келліман — Карлі Моргентау: Лідер терористичної ультраглобалістської організації «Руйнівники Прапорів».

#### Другорядні персонажі
- Адеперо Одує — Сара Вілсон: Сестра Сема[10]
- Жорж Сен-П'єр — Жорж Батрок[11]
- Флоренс Касумба — Айо
- Джулія Луї-Дрейфус — Валентина Аллегра де Фонтен
- Дезмонд Чіям — Довіч[12]
- Мікі Ішікава — Лія
- Ной Міллс — Ніко[13]
- Дон Чідл — Джеймс Роудс / Бойова машина[14]

## Епізоди
| № серії | Назва серії                                            | Режисер(и)    | Сценарист(и)                    | Оригінальна дата виходу |
| --- | ------------------------------------------------------ | ------------- | ------------------------------- | ----------------------- |
| 1 | «Новий Світовий Порядок» «New World Order»             | Карі Скоґленд | Малкольм Спеллман               | 19 березня 2021         |
| Через шість місяців після «Стрибка» і повернення половини жителів всесвіту Сем Вілсон працює з ВПС США в Тунісі, щоб зупинити Жоржа Батрока і терористичне угрупування Л.А.Ф., які захопили літак і взяли в заручники офіцера ВПС. Підтримку на землі Вілсона забезпечує лейтенант Хоакін Торрес. Успішно завершивши місію, Сем повертається до Вашингтона, вирішує відмовитися від звання Капітана Америки і віддає щит Роджерса уряду США для музейної виставки. Тим часом, нещодавно помилуваний Бакі Барнс відвідує призначені урядом сеанси психотерапевта. На них він розповідає про свої спроби загладити провину за злочини, вчинені ним під час перебування Зимовим солдатом. Лейтенант Хоакін Торрес виходить на слід ще однієї терористичної групи, Руйнівників прапорів, які вважають, що під час Стрибка життя на Землі було краще. Торрес намагається потрапити в співтовариство під час пограбування банку в Швейцарії, але отримує серйозні травми від одного з терористів з надлюдською силою. Торрес повідомляє про те, що сталося Вілсона. Сем, в цей час, намагається допомогти своїй сестрі Сарі з сімейним рибальським бізнесом в містечку Делакруа, штат Луїзіана. У той момент, коли Сем оглядає кадри, зняті Торресом в Швейцарії, уряд США в прямому телеефірі оголошує про призначення нового Капітана Америки, Джона Вокера. |                                                        |               |                                 |                         |
| 2 | «Зоряно-Смугастий Чоловік» «The Star-Spangled Man»     | Карі Скоґленд | Майкл Кастелейн                 | 26 березня 2021         |
| Джон Вокер з'являється в ефірі ранкового шоу «Good Morning America» як новий Капітан Америка і висловлює своє бажання слідувати шляху Стіва Роджерса. Тим часом, Бакі незадоволений рішенням Сема передати щит уряду. Напарники вирушають до Мюнхена і вистежують «Руйнівників прапорів», що займаються контрабандою ліків. Всі члени групи виявляються суперсолдатами на чолі з Карлі Моргенто. Після гонитви анархістам вдається здолати Сема і Бакі, але на допомогу несподівано прибуває Джон Вокер і його напарник Лемар Госкінс. Вокер пропонує Барнсу і Вілсону допомогти Всесвітній раді з відновлення (ВСВ) в наведенні порядку в світі після Стрибка, але герої відмовляються. У Балтіморі Бакі знайомить Сема з Ісаєю Бредлі, ветераном-суперсолдатом, який воював за часів Корейської війни. Бредлі відмовляється розкрити інформацію про інші сироватки суперсолдата через презирства до Барнса і уряду. Бакі заарештовують за пропуск сеансу у психотерапевта, але звільняють під заставу після втручання Вокера. Він знову просить Барнса і Вілсона працювати з ним, але вони знову відмовляються, а Вокер попереджає їх триматися від нього подалі. Бакі пропонує Сему відвідати в Берліні ув'язненого Гельмута Земо, щоб зібрати дані про «Руйнівників прапорів» і сироватку суперсолдата Гідри. |                                                        |               |                                 |                         |
| 3 | «Торговець силою» «Power Broker»                       | Карі Скоґленд | Дерек Колстад                   | 02 квітня 2021          |
| Без відома Сема, Бакі організовує втечу Земо з в'язниці. Барон погоджується допомогти зупинити Руйнівників прапорів і знайти тих, хто відтворив сироватку суперсолдата. Під прикриттям вони вирушають до Мадріпуру, міста-держави на островах Індонезії, яка стала притулком для злочинців. Герої зустрічаються з Селбі, ватажком одного з угрупувань. Вона розповідає, що за відтворенням сироватки суперсолдата стоїть колишній вчений Гідри доктор Вілфред Нейгель, найнятий для цієї мети Торговцем сили. Особистість Сема несподівано розкривається, Селбі вбивають, і за трійцю призначається нагорода. Їх рятує Шерон Картер, яка ховається в Мадріпурі від уряду США. Дівчина приводить героїв в лабораторію Нейгеля в порту Мадріпура. Виявляється, що доктору вдалося відтворити поліпшену сироватку, а Карлі Моргенто вкрала частину доз. Несподівано Земо вбиває Нейгеля, порт наповнюють кілери, і в результаті перестрілок і бійок лабораторія вибухає, але героям вдається втекти. Шерон залишається в Мадріпурі, а Сем погоджується домогтися її помилування. Тим часом, Джон Вокер і Лемар Госкінс приїжджають до берлінської в'язниці, де містився Земо, і роблять висновок, що Барнс і Вілсон допомогли Земо втекти. У пошуках продовольства Руйнівники прапорів здійснюють рейд на склад ВСВ у Вільнюсі. А Земо, Бакі і Сем вирушають до Риги на пошуки Моргенто. Таємничі намистини-кімойо на вулицях міста приводять Бакі до Айо, однією з вакандскіх стражниць Дори Міладже, яка вимагає видати їй Земо. |                                                        |               |                                 |                         |
| 4 | «Увесь Світ Спостерігає» «The Whole World Is Watching» | Карі Скоґленд | Дерек Колстад                   | 09 квітня 2021          |
| Барнс вмовляє Айо дозволити Земо допомагати їм, але тільки на 8 годин. За допомогою Земо герої вистежують Карлі Моргенто на похоронах її прийомної матері в Ризі, але їх перехоплюють Вокер і Госкінс. Сем намагається поговорити з Карлі наодинці та переконати її припинити насильство. Вокер не в силах стримати себе перериває розмову. Зав'язується бійка з суперсолдатами, а Карлі збігає і направляється в сховище з сироваткою. Земо вистежує дівчину і ранить її, через що Карлі упускає флакони з сироваткою. Земо розбиває їх. Вокер зупиняє барона і забирає собі єдиний вцілілий флакон, а Карлі вдається втекти. Тим часом, Айо і інші Стражниці з Дора Міладже приходять до Сема і Бакі, щоб забрати Земо. Прийшовши Джон Вокер відмовляється видати його через відсутність у Дори Міладже юрисдикції. Починається бій і Земо рятується втечею. Переможений вакандскими Стражницями і зломлений Вокер вводить собі сироватку. Моргенто загрожує Сарі, сестрі Сема, щоб запросити його на зустріч. Карлі намагається переконати його приєднатися, але їх розмова переривається черговою появою Вокера. У запалі бійки Карлі вбиває Лемара Госкінса. Розлючений Вокер вбиває щитом одного з анархістів на очах у переляканих городян, які знімають це на відео. |                                                        |               |                                 |                         |
| 5 | «Істина» «Truth»                                       | Карі Скоґленд | Далан Муссон                    | 16 квітня 2021          |
| Сем і Бакі вистежують Вокера і вимагають віддати їм щит. У підсумку, після напруженого бою, Вілсон і Барнс забирають щит, але у Вокера зламана рука, а костюм Сема майже знищений. Через деякий час Бакі знаходить втікача Земо в Заковії і передає його вакандським Стражницям з Дора Міладже. Уряд США звільняє Джона Вокера і позбавляє звання Капітана Америки. Після засідання з Вокером зустрічається графиня Валентина Аллегра де Фонтейн, яка пропонує йому свою допомогу. Сем залишає пошкоджений костюм у Торреса і повертається в США. Він вирушає в Балтімор, щоб знову зустрітися з Ісаєю Бредлі, який розповідає більше про експерименти з сироваткою суперсолдата над афроамериканцями і про своє ув'язнення. Після цієї розмови Сем повертається до Луїзіани до сестри і племінників. Туди ж приїжджає і Бакі, щоб допомогти Сему з сімейним бізнесом. Тренуючись управляти щитом, Вілсон і Барнс вирішують відпустити минуле і працювати разом. Тим часом, Руйнівники прапорів планують атаку під час засідання Всесвітньої ради з відновлення в Нью-Йорку. До них приєднується Жорж Батрок, звільнений з алжирської в'язниці за допомогою Шерон Картер. У сцені після титрів Вокер створює свій щит з металобрухту і військових нагород. |                                                        |               |                                 |                         |
| 6 | «Єдиний Світ, Єдине Людство» «One World, One People»   | Карі Скоґленд | Йозеф Соєр та Малкольм Спеллман | 23 квітня 2021          |
| Сем надягає новий костюм Капітана Америки з вакандського кейса і вирушає до Нью-Йорка. За допомогою Бакі, Шерон Картер і Джона Вокера він сподівається врятувати засідання Всесвітньої ради з відновлення від нападу Руйнівників прапорів. Бакі переслідує частину анархістів, які взяли членів Ради в заручники. Після погоні Руйнівники прапорів намагаються підірвати машини із заручниками, але прийшов на допомогу Джон Вокер, а потім і Сем допомагають Бакі врятувати членів Ради. Шерон проникає в будівлю Ради і виловлює Карлі Моргенто. З'ясовується, що Шерон є Торговцем силою; вона хоче або повернути Карлі в Мадріпур, або покарати дівчину за зраду. Жорж Батрок загрожує Шерон розкриттям таємниці її особистості, але Шерон вбиває його. Сем намагається урезонити Карлі, але вона намагається битися і направляє на нього пістолет, Шерон вбиває її. Сем виносить тіло Карлі з будівлі Ради і переконує його членів відкласти голосування і спрямувати зусилля на допомогу біженцям, за яких загинула Карлі. Сем відроджує пам'ять про Ісаю Бредлі і наполягає на створенні його невеликої статуї в музеї Капітана Америки. Тим часом, дворецький Земо підриває машину з іншими анархістами, відправленими в плавучу в'язницю Рафт. Графиня де Фонтейн надає Джону Вокеру новий біло-червоно-чорний костюм і призначає його Агентом США. Бакі розповідає своєму другові Йорі Накадзіма, що під час перебування Зимовим солдатом вбив його сина, і намагається загладити провину. У сцені після титрів уряд США надає Шерон Картер помилування і пропонує повернутися до підрозділу ЦРУ. Вийшовши з будівлі Сенату, Шерон обговорює з кимось по телефону доступ до урядових технологій і прототипам зброї. |                                                        |               |                                 |                         |

## Виробництво

### Розробка

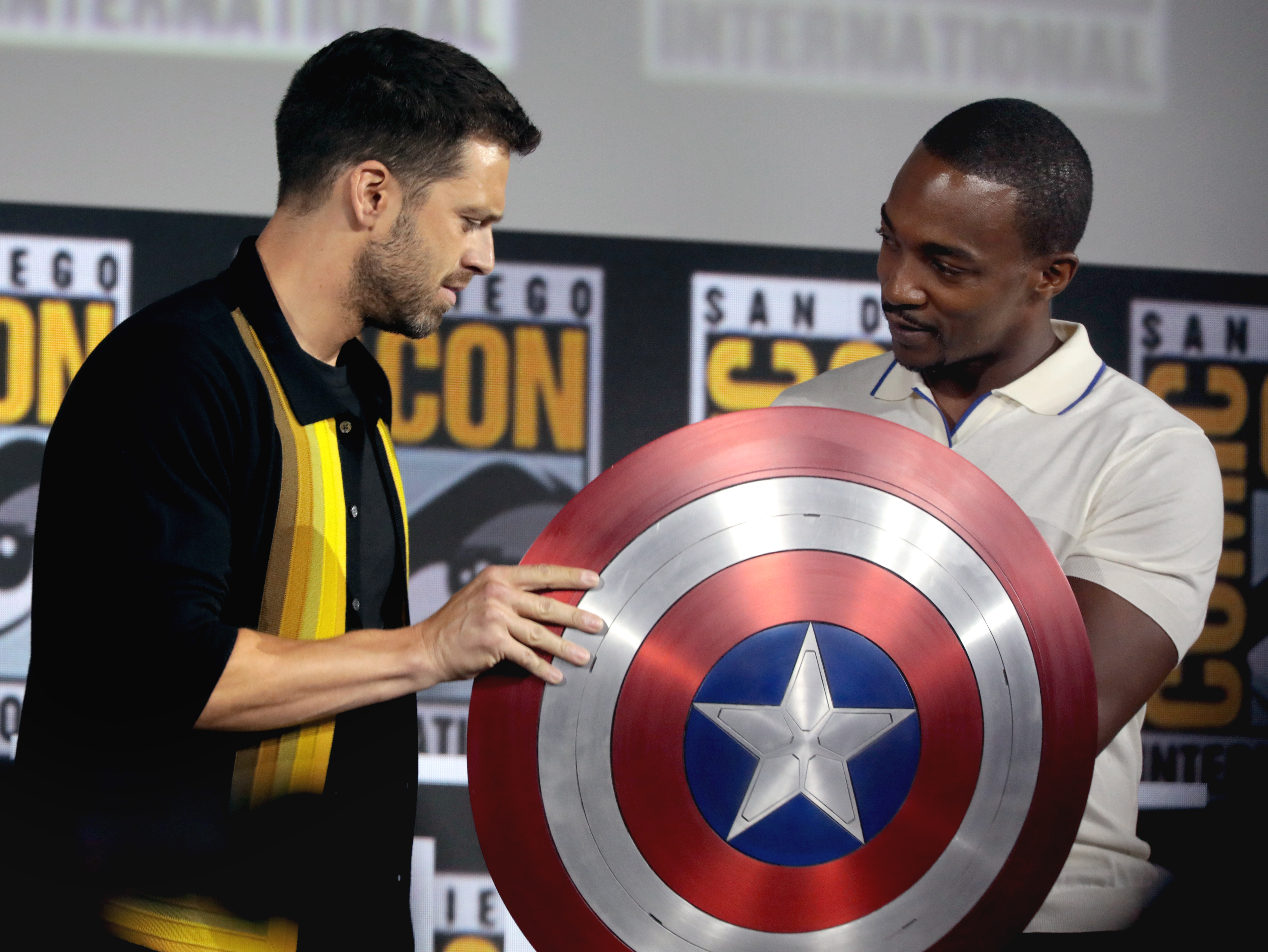
Себастіан Стен і Ентоні Макі на Комік-коні в Сан-Дієго 2019

До вересня 2018 року Marvel Studios розробляла кілька обмежених серіалів для своєї материнської потокової служби Disney, Disney+, з метою зосередження на персонажах з фільмів КВМ, які не мали власних фільмів за участю акторів, які грали ролі героїв у фільмах. Ці серіали матимуть від шести до восьми епізодів, кожен з яких матиме «здоровенний бюджет, який буде конкурувати з великим студійним виробництвом». Серіал буде створений Marvel Studios, а не Marvel Television, які займалися виробництвом попередніх телесеріалів як частин КВМ. Президент Marvel Studios Кевін Файгі взяв «практичну роль» у виробництві кожного серіалу, акцентуючи на «нерозривності історії» з фільмами та підходу до акторів, які будуть грати свої ролі з фільмів.
В кінці жовтня 2018 року Малкольм Спеллман був найнятий для написання сценарію серіалу, який зосередиться на друзях Стіва Роджерса — Семі Вілсоні / Соколі та Бакі Барнсі / Зимовому солдаті. Ентоні Макі (Сокіл) і Себастіан Стен (Бакі Барнс) обидва висловлювали інтерес щодо спільної появи в спін-оффі КВМ, Себастіан порівнював потенційну ідею фільму з такими бадді-комедіями, як «Встигнути до опівночі» (1988) і «48 годин» (1982). Серіал і його назва були офіційно анонсовані у квітні 2019 року, разом з підтвердженням повернення Макі та Стена до своїх ролей. Знімання стартувало в жовтні 2019 року, а вихід очікується в серпні 2020 року. У травні 2019 року було оголошено, що серіал буде складатися з шести епізодів, поставлених режисером Карі Скоґленд. Бюджет кожного епізоду становитиме близько $25 млн.

### Сценарій
Кінцівка «Месників: Завершення», коли постарілий Стів Роджерс передав щит і звання Капітана Америки Сему Вілсону, стане відправною точкою для подій серіалу. Дерек Кольстад приєднався до колективу з написання серіалу в липні 2019 року, і сказав, що він принесе «підморг і кивок» стилю світового будівництва та розвитку персонажів зі своєї кінофраншизи про Джона Віка. Кольстад додав, що серіал вивчить реакцію суспільства на темношкіру людину, яка стає Капітаном Америка. Спелман хотів «повернутися додому» з персонажами та дозволити акторам проявити свої вміння, а не просто зосередитись на екшні в серіалі.

### Кастинг
Разом з офіційним анонсом серіалу у квітні 2019 року було підтверджено, що Макі та Стен знову зіграють Сокола та Зимового солдата. У травні Даніель Брюль і Емілі Ван Кемп почали переговори про повернення до ролей Гельмута Земо і Шерон Картер / Агента 13. Поява Брюля в серіалі було анонсовано в липні 2019 року, поява Ван Кемп — в серпні, коли акторський склад також поповнився Ваяттом Расселом в ролі Джона Волкера / Агента США. Наведені фото в листопаді 2019 року показали, що Адеперо Одує з'явиться в серіалі, а Дезмонд Чіям і Мікі Ішікава приєдналися до акторської групи через місяць. Ной Міллс відіграв свою роль у січні 2020 року.

### Фільмування
Знімання серіалу стартувало 21 жовтня 2019 року в Атланті на студії Pinewood під робочою назвою «Tag Team». Макі й Стен оголосили про офіційний початок фільмувань 4 листопада. У середині січня 2020 року зйомки, як і очікувалось, відбувались в Аресібо, Пуерто-Рико протягом двох тижнів. Однак через землетруси на острові виробництво було призупинено. Deadline Hollywood повідомив, що незрозуміло, чи буде надалі використовуватися це місце для зйомок.

## Випуск
Прем'єра серіалу відбулася 19 березня 2021 року на Disney+. Дебютний сезон складається з шести епізодів, які виходили щотижня.

### Рекламна кампанія
Концепт-арт для серіалу, що містить дизайни костюмів персонажів, включено до програми «Розширюючи всесвіт», спецвипуску від Marvel Studios, який дебютував на Disney+ 12 листопада 2019 року. У грудні Файгі дебютував з розповіддю про цей серіал на Comic Con Experience. Метт Ґолдберґ з Collider описав серіал як «стандартний шпигунський трилер», схожим на фільми трилогії «Перший месник», у яких були представлені титульні герої. Перші кадри з серіалу були показані під час Супербоул LIV, разом з кадрами серіалів «ВандаВіжен» та «Локі».

#### Промо-матеріали у мережі
- Трейлери:

1. Тизер серіалів «Сокіл та Зимовий солдат», «ВандаВіжен» і «Локі» був представлений 2 лютого 2020 року. Вперше показаний на Супербоул LIV, опісля викладений у мережу.

## Сприйняття

### Глядацька авдиторія
Disney+ оголосила, що «Новий світовий порядок» став найбільш переглядається прем'єрою серіалу за всю історію стрімінгового сервісу в перші вихідні (з 19 по 22 березня 2021 роки), випередивши прем'єри «ВандаВіжен» і другий сезон «Мандалорця». Крім того, «Сокіл і Зимовий солдат» був найпопулярнішим  в усьому світі за цей період часу на Disney +, в тому числі на ринках Disney Hotstar. Samba TV повідомило, що 1,7 мільйона сімей подивилися цей епізод під час вихідних його першого показу. TVision, яка визначає кількість переглядів, підраховуючи своїх 14 000 глядачів на під'єднаних телевізорах, які дивилися одне з майже 25 000 назв не менше двох хвилин протягом сеансу перегляду контенту протягом не менше п'яти хвилин на всіх основних стрімінгових і рекламних сервісах США за запитом, повідомила, що серіал «Сокіл і Зимовий солдат» був найбільшою кількістю переглядів серіалом квітня 2021 року на всіх виміряних платформах, і його переглядали майже в 40 разів більше, ніж середній серіал, який вимірюється сервісом.

### Оцінки критиків
«Сокіл і Зимовий солдат» отримав похвалу від критиків. На сайті Rotten Tomatoes серіал має рейтинг 90% із середньою оцінкою 7,51 / 10 на основі 27 відгуків. Консенсус критиків говорить: «Наповнений екшеном і вдалим набором персонажів," Сокіл і Зимовий солдат "доводить, що гідний спадщини Капітана Америки зі своєю захоплюючою інтригою, важливими соціальними контекстами і іскрами між Ентоні Макі і Себастіаном Стеном». На Metacritic середньозважена оцінка серіалу становить 75 з 100 на основі 29 відгуків, що вказує на «переважно позитивні відгуки».
«Сокіл і Зимовий солдат» отримав похвалу за те, що він «вивів на передній план досвід чорношкірих людей», зачіпаючи такі проблеми, як расова дискримінація, і розкриваючи «первородний гріх Америки, яка була побудована на спинах чорношкірих людей». Девід Бетанкурт з «The Washington Post» проаналізував расові теми, пов'язані з персонажем Сема Вілсона, чорношкірої людини, яка отримала звання Капітана Америки. Відзначивши в своєму відгуку до фіналу сезону, що серіал спочатку повинен був дебютувати в 2020 році, поки його не відклали через пандемію COVID-19, Бетанкурт вважав, що було «щось моторошно своєчасне в тому, що чорний Капітан Америка літав в небі через кілька днів після винесення вироку у справі про вбивство Джорджа Флойда », а також вказував на те, що Барнс потенційно полягав у відносинах з Лією, азійською жінкою, також «у той час, коли американці азійського походження не відчувають себе в безпеці через напади расистського характеру».
Браян Ловрі CNN сказав: «У цілому серіал спритно виконав свою основну місію, яка полягала в тому, щоб дослідити драматичну напруженість в тому, що Вілсон стає Капітаном Америкою, таким чином, що виходило за рамки простого повідомлення про те, що щит тепер належить йому. Він також продовжував демонструвати здатність Marvel створювати великі, м'язисті дії в постановках для Disney +, демонструючи глибину своєї всесвіту ». Назвавши серіал «неідеальним, але забавним», Браян Таллеріко з Vulture заявив, що «Сокіл і Зимовий солдат» «часто відчувався поспішним і йому бракувало глибини в аналізі раси і влади в цій країні», але послужив в якості історії походження Капітана Америки Вінсолона, при цьому готуючи грунт для майбутніх проєктів КВМ. З точки зору того, як серіал запам'ятається, він відчував, що буде «важко оцінити його повний вплив», поки його сюжетні нитки не будуть використані в майбутніх проєктах КВМ, як це було у випадку з більшістю робіт КВМ.
Ноель Мюррей з «The New York Times» сказав, що «Сокіл і Зимовий солдат» був «великою мірою приємним, навіть якщо і розсіяним», враховуючи, що він «занадто багато блукав, включав занадто багато другорядних персонажів і занадто багато мітології Marvel». Проте, все одно було «поривом» побачити, як Вілсон «ширяє в повітрі», спочатку в ролі Сокола в першому епізоді, а потім знову в ролі Капітана Америки в шостому епізоді, що було «ще більш задовільним». Даррен Франіч з «Entertainment Weekly» дав серіалу оцінку «D», вважаючи, що були проблиски того, чим серіал «міг би бути».

## Документальний випуск
У лютому 2021 року був анонсований документальний цикл Marvel Studios: Загальний збір. Спеціальна випуск "Загальний збір: Виготовлення Сокола та Зимового солдата" показує створення серіалу за лаштунками зі Спеллманом, Скогландом, Стеном, Макі, Расселом, Келліманом, Чідлом, Брюлем, ВанКемпом, Касумбою, Луї-Дрейфус та інші обговорюють важливість питань расизму, сцени бойовиків та вплив пандемії COVID-19 на виробництво серіалу. Спеціальний випуск вийшов на Disney+ 30 квітня 2021 року.

## Майбутнє
До прем'єри серіалу Макі сказав, що не було жодних обговорень щодо другого сезону серіалу, і він не впевнений, коли він знову з'явиться у КВМ, особливо через вплив пандемії на кінотеатри. Скогленд сказала, що не впевнена, чи буде другий сезон взагалі, і відчула, що вона змогла зробити все, що хотіла, у перших шести епізодах, але сказала, що є ще кілька історій та персонажів, які слід розповісти, якщо буде знято другий сезон. Файгі сказав, що існують ідеї, яким би міг бути "ще один", якби був знятий другий сезон, але Marvel мав намір зняти серіал для продовження в майбутніх фільмах КВМ, як це було зроблено з "ВандаВіжен" і "Доктором стренджом у мультивсесвіті божевілля". Він додав, що не хоче псувати серіал, підтверджуючи другий сезон або обговорюючи плани, які Marvel мав щодо персонажів серіалу до повного виходу серіалу. У квітні 2021 року Мур сказав, що кінець серіалу покаже елементи сюжету для потенційного другого сезону, на відміну від вміщеної історії ВандаВіжен.
23 квітня 2021 року, у той же день, коли вийшов останній епізод серіалу, було оголошено, що Спеллмен та спенарист серіалу Далан Муссон пишуть сценарій четвертого фільму про Капітана Америку, який, як очікується, буде обертатися навколо Вілсона та продовжувати події серіалу. Нік Романо з Entertainment Weekly вважав, що другий сезон з титулом «Капітан Америка і Зимовий солдат» був «неминучим», враховуючи те, як закінчився серіал. Однак знання репортажу про четвертий фільм "Капітан Америка" додало інтризі, у якому напрямку рухатиметься студія Marvel, враховуючи минулі коментарі Файгі та інших, що означають, що серіал отримає належний другий сезон. Макі не знав про будь-які плани щодо фільму чи другого сезону, але "буде радий побачити, що з цього всього вийде".